# Nick Popplewell
Nicholas James Popplewell, detto Nick (Dublino, 6 aprile 1964), è un ex rugbista a 15 irlandese, già pilone di Leinster, Wasps e Newcastle nonché internazionale sia per l'Irlanda che per i British Lions.

## Biografia
Nativo di Dublino, ma cresciuto a Gorey, fu inizialmente dedito all'hockey su prato, disciplina nella quale rappresentò l'Irlanda a livello giovanile, prima di intraprendere l'attività rugbistica a Carlow in occasione degli studi superiori.
Una volta diplomato entrò quindi nel XV del Gorey in cui militò due anni per poi giocare per un breve periodo in Australia a Brisbane.
Tornato in patria, passò al Greystones di Wicklow ed entrò nella formazione provinciale di Leinster, con cui, oltre a disputare il campionato interprovinciale, affrontò anche avversari di rango come il XV dell'Australia in tour in Europa nel 1992.
In Nazionale Popplewell esordì nel novembre 1989 a Dublino contro la Nuova Zelanda nel corso del tour europeo degli All Blacks e prese poi parte alla Coppa del Mondo di rugby 1991 in Inghilterra.
Nel 1993 fu convocato nella rosa dei British Lions che prese parte al tour in Nuova Zelanda, scendendo in campo in tutti i tre test match della serie.
Nel 1994 si trasferì in Inghilterra al Wasps e, alla fine del campionato, dopo la partecipazione con l'Irlanda alla Coppa del Mondo di rugby 1995 in Sudafrica, seguì il suo compagno di squadra Rob Andrew al Newcastle, del quale lo stesso Andrew era giocatore e allenatore; con Newcastle guadagnò la promozione in Premiership e vinse nel 1998 il titolo di campione inglese.
Ritiratosi nel 2001, si è dedicato all'attività dirigenziale ed è rimasto fuori dal mondo del rugby.

## Palmarès
- Premiership: 1
Newcastle: 1997-98
- Coppe Anglo-Gallesi: 1
Newcastle: 2000-01